# Höllbach (Reisenbach)
Der Höllbach ist ein Bach des Odenwaldes im Neckar-Odenwald-Kreis und dann im Rhein-Neckar-Kreis, der nach etwa 61⁄2 km langem Lauf insgesamt nach Westnordwesten am Wohnplatz Antonslust der Stadt Eberbach von links in den Reisenbach mündet, der nur wenig abwärts in die Itter einfließt. Sein tief eingeschnittenes Mittel- und Unterlauftal ist der Höllgrund.

## Geographie

### Verlauf
Der Lauf des Höllbachs entsteht etwa 0,7 km östlich der Dorfgrenze von Mülben im Wald am Ausfluss des in einer Höhe von 527 m ü. NHN liegenden Mülbener Sees, der einen nur kurzen Zufluss von Osten her besitzt. Der Bach fließt etwa 300 Meter westwärts durch den Wald und tritt dann in die offene Flur über. In einer Grünlandmulde läuft der Bach etwas pendelnd zwischen Gehölzen wechselnder Breite an beiden Ufern etwa ein bis anderthalb Meter breit über schlammigem, später auch etwas steinigem Grund. Im Bereich einer ehemaligen Aufstauung im Gewann Der Kleine Mühlwehrsee kurz nach dem Waldaustritt ist der auf sumpfigen Terrain stehende Saum aus Erlen und Weiden besonders breit.
Nachdem der Höllbach in die Siedlungskontur von Mülben eingetreten ist, halten die Häuser anfangs noch deutlichen Abstand vom Ufer, auf einem kurzen Abschnitt hat der dort als gerader Graben ausgebildete Lauf kein Gehölz am Ufer. Kurz bevor der Höllbach die Odenwaldstraße (K 3928) erreicht, geht er in eine Verdolung, die im Dorfbereich unter der Trasse dieser Kreisstraße verläuft. Zwischen den von ihr abgehenden Straßen Am Höllbach und Birkenstraße wendet sich der Lauf nach Nordnordwesten, nun fließt der Bach wieder offen in einem dichten Mischwald und gräbt sich dabei in eine steile Talklinge.
Über die nächsten etwa anderthalb Kilometer bleibt der Bach im Talwald und wendet sich nach etwa zwei Drittel dieses Weges am Zulauf einer Sickerquelle am rechten Hang dauerhaft nach Westnordwesten. Etwa 200 Meter vor dem Gehöft Höllgrund oder Oberhöllgrund fließt der Bach in eine Lichtung auf dem Talgrund aus, in der gleich nach links der Kanal zu dem Mühlenort abgeht. Dem Bachlauf folgt ein unterbrochener Galeriewald, zwischen diesem und dem Kanal liegt eine Nasswiese. Bei den Häusern von Oberhöllgrund mündet der Mühlkanal in den über einen Kilometer langen Bach aus der Scheuerklinge, der von Süden her kommt, am Anfang seiner Waldklinge unweit des Nordrandes von Strümpfelbrunn einsetzt und wenig nach dem Gehöft auf etwa 305 m ü. NHN in den Höllbach einmündet.
Dieser fließt galeriebegleitet noch fast einen halben Kilometer in offener Aue. Dem Bach folgt nahe die Höllgrundstraße, die von Strümpfelbrunn über einen Steigenschlag in das Höllgrund genannte Tal abgestiegen ist und sich von Oberhöllgrund bis zur Mündung hinabzieht. Nach einem weiteren, über halbkilometerlangen Waldabschnitt beginnt um den Bach die Tallichtung um den größeren Wohnplatz Unterhöllgrund. In dessen Ortsbereich mündet wiederum von links und Süden auf etwa 224 m ü. NHN die Eisigklinge, deren etwa 12⁄3 km langer Klingenbach am Nordrand von Waldkatzenbach entsteht. Von diesem geht etwas von der Mündung und schon im Ortsbereich nach links ein Kunstgraben ab, der ohne großes Gefälle im folgenden Abschnitt des Höllgrundes am linken Hang verläuft.
Am unteren Ende des Ortes Unterhöllgrund steht am rechten Unterhang ein Landschulheim, nach ihm verengt sich die offene Talaue, setzt aber nun nicht mehr aus. Nach links geht ein weiterer Seitengraben nun vom Höllbach selbst ab, der dort im Mittel eine Breite von vier Meter hat, aber stellenweise bis doppelt so breit werden kann. Der gehölzbegleitete Höllbach pendelt in seiner schmalen Aue, hat kleine Schnellen und Abstürze sowie schnell- und langsamfließende Abschnitte. Auf dem Bachgrund liegen meist Steine. An manchen Stellen gibt es auch alte Uferbefestigungen aus unverfugten Steinen. Knapp einen Kilometer unterhalb des Ortes Unterhöllgrund wechselt der Bach über ins Stadtgebiet von Eberbach, dort enden die beiden linksseits parallel laufenden Gräben.
Weniger als einen halben Kilometer weiter talabwärts erreicht der Bach den Eberbacher Wohnplatz Antonslust, wo er auf etwa 180 m ü. NHN von links in den Reisenbach einfließt, der selbst etwa einen halben Kilometer weiter abwärts in die Itter mündet.
Der Höllbach mündet nach 6,5 km langem Lauf mit mittlerem Sohlgefälle von etwa 53 ‰ rund 347 Höhenmeter unterhalb seines Ausflusses aus dem Mülbener See.

### Einzugsgebiet
Das Einzugsgebiet des Höllbachs ist 14,6 km² groß und liegt im Buntsandstein-Odenwald, mit seinem südlichen Anteil im Unterraum Winterhauch, mit dem übrigen und dem gesamten Kerbtal im Unterraum Zentraler Sandsteinodenwald. Der höchste Punkt darin liegt an der westlichen Wasserscheide auf dem Gipfel des Katzenbuckels, des mit 626,8 m ü. NHN höchsten Berges im gesamten Odenwald. Das südliche Einzugsgebiet auf der Hochebene des Winterhauchs ist zumeist offen, in der Flur dominieren die Wiesen, während der größere Gebietsanteil des Kerbtales oberhalb eines schmalen Auenwiesenbandes fast völlig mit Wald bestanden ist.
Der weit überwiegende Teil des Einzugsgebietes liegt im Gebiet der Gemeinde Waldbrunn, wo auf der Hochebene die einen großen Anteil von ihr bedeckenden Dörfer Mülben, Strümpfelbrunn und Waldkatzenbach stehen, und zu der auch die Wohnplätze Höllgrund oder Oberhöllgrund sowie Unterhöllgrund am Zufluss der beiden Seitenbäche im tief eingeschnittenen Tal gehören. Ein fast völlig bewaldeter, kleiner Gebietszwickel ganz im Osten ist Teil der Nachbargemeinde Limbach, ein wenig größerer im Westen mit einem Teil des kleinen Mündungsortes Antonslust rechnet zur Stadt Eberbach.
Reihum grenzen die Einzugsgebiete der folgenden Nachbargewässer an:
- Im Norden und Nordosten konkurriert der den Höllbach aufnehmende Reisenbach, ein Zufluss der Itter;
- im Südosten und Süden entwässern der Seebach und seine rechten Zuflüsse Wallenbächlein sowie Weisbach zum Neckar oberhalb der Ittermündung
- im Südwesten fließt der Holderbach zur untersten Itter;
- im Westen liegt unmittelbares Einzugsgebiet der Itter und des Reisenbachs.

### Zuflüsse und Seen
Liste der Zuflüsse und  Seen und  Hochwasserrückhaltebecken von der Quelle zur Mündung. Gewässerlänge, Seefläche, Einzugsgebiet und Höhe nach den entsprechenden Layern auf der Onlinekarte der LUBW. Andere Quellen für die Angaben sind vermerkt.
Ursprung des Höllbachs am Mülbener See.
- Entfließt dem auf 527 m ü. NHN[LUBW 1] liegenden Mülbener See etwa 0,7 km östlich der Ortsgrenze von Waldbrunn-Mülben im Wald, 1,2 ha.
- → (Abgang des Oberhöllgrunder Mühlkanals), nach links kurz vor Waldbrunn-Höllgrund oder -Oberhöllgrund.
- (Bach aus der Scheuerklinge), von links und Süden auf etwa 305 m ü. NHN bei Oberhöllgrund, 1,1 km und ca. 1,7 km². Entsteht auf etwa 458 m ü. NHN am Beginn der Klinge unterhalb des Kläranlage von Waldbrunn-Strümpfelbrunn
  - ← (Mündung des Oberhöllgrunder Mühlkanals), von rechts bei Oberhöllgrund, 0,3 km
- (Bach aus der Eisigklinge), von links und Süden auf etwa 224 m ü. NHN bei Waldbrunn-Unterhöllgrund, 1,7 km und ca. 3,4 km². Entsteht auf etwa 435 m ü. NHN an Nordrand von Waldbrunn-Waldkatzenbach in der Gabel des Abzweigs der Siedlungsstraße Am Hang von der Freiherr-von-Drais-Straße (K 3925) nach Antonslust.
  -  Am Ostabhang des Katzenbuckels liegt auf etwa 550 m ü. NHN der Katzenbuckelsee, ein etwa 0,6 ha großer Steinbruchsee in der Grube eines ehemaligen Abbaus auf Magmatit ohne offenen Abfluss zur Eisigklinge.
  - → (Abgang eines Hanggrabens), nach links auf etwa 238 m ü. NHN beim Haus Nr. 7 von Unterhöllgrund. Der Hanggraben biegt ins Höllbachtal und endet nach ca. 0,9 km.[LUBW 8] auf knapp 220 m ü. NHN an der Grenze des Gemeindegebietes zu dem der Stadt Eberbach anscheinend in einer Verdolung, die vermutlich zum Höllbach hinabführt.
- → (Abgang eines Seitengrabens), nach links auf etwa 207 m ü. NHN unterhalb von Unterhöllgrund. Der Graben läuft dem Höllbach fast parallel und endet nach ca. 0,5 km.[LUBW 8] auf etwa 200 m ü. NHN an der Grenze des Gemeindegebietes zu dem der Stadt Eberbach in vermutlich derselben Verdolung wie der vom Bach aus der Eisigklinge abgehende, parallele Hanggraben.

Mündung des Höllbachs von links und zuletzt Südosten auf etwa 180 m ü. NHN in Eberbach-Antonslust. Der Höllbach ist 6,5 km lang und hat ein 14,6 km² großes Einzugsgebiet.

## Geologie
Der Höllbach ist ein Gewässer des Buntsandsteins, der im größten Teil des Einzugsgebietes und als einziges triassisches Gestein ansteht. Auf der Hochebene liegt Oberer, im Kerbtal von Mülben bis etwas unterhalb von Oberhöllgrund Mittlerer und danach bis zur Mündung Unterer Buntsandstein im Untergrund. Im westlichen, innerhalb des Einzugsgebietes liegenden Sektor des Katzenbuckel-Kegels füllt magmatisches Gestein den einstigen Schlot eines in der Kreidezeit tätigen Vulkans, dank dessen Erosionsresistenz der Berg heute der höchste des Odenwaldes ist.
Auf den flacheren Partien der Hochebene liegen wenige Schichtinseln und ein langer Streifen entlang dem Oberlauf aus lössführenden Fließerden. Um Oberhöllgrund liegt im Mündungsbereich des Bachs aus der Scheuerklinge holozänes Schwemmland.
Geotope sind ein aufgelassener Steinbruch im Plattensandstein des Oberen Buntsandsteins am Nordrand von Strümpfelbrunn, ein aufgelassener Steinbruch im Bereich des Katzenbuckelsees, der auf Sanidinnephelinit und Natronshonkonit gibt, sowie Sanidinnephelinit-Felsen auf dem Gipfel des Katzenbuckels.

## Nutzung
Bis 1926 gab es am Oberlauf in Mülben eine Ölmühle am Höllbach, noch heute gibt es die Mahlmühle in Oberhöllgrund.
Die beiden linksseits zum unteren Höllbach parallelen Gräben sind anscheinend Reste eines Systems zur Wiesenbewässerung, das es früher am Unterlauf gab. Der bachfernere, aus der Eisigklinge gespeiste Graben verläuft heute im Hangwald, nach einer älteren topographischen Karte war bei deren Drucklegung der Hang Neurott noch Dutzende Höhenmeter oberhalb des Grabens waldfrei.

## Schutzgebiete
Der größte Teil der Talmulde ab unterhalb Mülbens inklusive der Scheuerklinge und eines Großteils der Eisigklinge liegt im Landschaftsschutzgebiet Höllgrund mit Eisigklinge und Scheuerklinge. Der Untertalanteil auf Eberbacher Grund liegt im Landschaftsschutzgebiet Neckartal II-Eberbach, der Umkreis des Katzenbuckels im Landschaftsschutzgebiet Winterhauch-Katzenbuckel. Ein größeres Wasserschutzgebiet „Brunnen Heumatte, Eichwiesen, Kreuzäcker und Talmühle“ um Strümpfelbach reicht bis hinab an den Mittelhang des Höllgrundes. Das gesamte Einzugsgebiet liegt im Naturpark Neckartal-Odenwald.

## Tourismus
Drei Hauptwanderwege des Odenwaldklubs berühren das Einzugsgebiet.
- Der mit rotem Andreaskreuz markierte Hauptwanderweg 27 Bad Rappenau – Seligenstadt verläuft von Strümpfelbrunn über die Eisigklinge und Unterhöllgrund nach Antonslust.
- Der mit gelbem senkrechtem Doppelbalken markierte Hauptwanderweg 32 Wagenschwend – Leutershausen steigt vom Forsthaus Max-Wilhelmshöhe langsam von rechts ins Untertal bei Antonslust ab.
- Durch Mülben quert der Hauptwanderweg 31 Bad Rappenau – Amorbach von Süd nach Nord das obere Einzugsgebiet.
- Ein Radweg verläuft auf der Höllgrundstraße von Strümpfelbach über Oberhöllgrund nach Antonslust.[7]

### LUBW
Amtliche Online-Gewässerkarte mit passendem Ausschnitt und den hier benutzten Layern: Lauf und Einzugsgebiet des Höllbachs

Allgemeiner Einstieg ohne Voreinstellungen und Layer: Daten- und Kartendienst der Landesanstalt für Umwelt Baden-Württemberg (LUBW) (Hinweise)
1. 1 2 3  Höhe nach grauer Beschriftung auf dem Hintergrundlayer Topographische Karte.
2. 1 2  Höhe nach dem Höhenlinienbild auf dem Hintergrundlayer Topographische Karte.
3. 1 2  Länge nach dem Layer Gewässernetz (AWGN).
4. 1 2  Einzugsgebiet nach dem Layer Basiseinzugsgebiet (AWGN).
5. ↑  Natur teilweise nach dem Layer Geschützte Biotope.
6. ↑  Seefläche nach dem Layer Stehende Gewässer.
7. ↑  Einzugsgebiet abgemessen auf dem Hintergrundlayer Topographische Karte.
8. 1 2 3  Länge abgemessen auf dem Hintergrundlayer Topographische Karte.
9. ↑  Schutzgebiete nach den einschlägigen Layern.

### Andere Belege
1. ↑  Abfluss-BW - Daten und Karten
2. ↑  Josef Schmithüsen: Geographische Landesaufnahme: Die naturräumlichen Einheiten auf Blatt 161 Karlsruhe. Bundesanstalt für Landeskunde, Bad Godesberg 1952. → Online-Karte (PDF; 5,1 MB)
3. ↑  Geologie nach den Layern zu Geologische Karte 1:50.000 auf: Mapserver des Landesamtes für Geologie, Rohstoffe und Bergbau (LGRB) (Hinweise)
4. ↑  Geotope nach dem Geotopkataster auf: Mapserver des Landesamtes für Geologie, Rohstoffe und Bergbau (LGRB) (Hinweise)
5. ↑  Geologie nach der unter → Literatur aufgeführten geologischen Karte. Einen gröberen Überblick verschafft auch: Mapserver des Landesamtes für Geologie, Rohstoffe und Bergbau (LGRB) (Hinweise)
6. ↑  Nutzung nach:
  - Informationstafel am Oberlauf
  - Meßtischblatt 6520 Zwingenberg von 1923 in der Deutschen Fotothek
7. ↑  Wander- und Radwege nach dem Layer WMS LGL-BW Topographische Freizeitkarte 1:25.000 auf: Geoportal Baden-Württemberg (Hinweise)